# Bermudasat 1
O Bermudasat 1 (também conhecido por EchoStar VI, anteriormente denominado de MCI 2 e Sky 1B) é um satélite de comunicação geoestacionário estadunidense que foi construído pela Space Systems/Loral (SS/L), ele está localizado na posição orbital de 96 graus de longitude oeste e é operado pela EchoStar. O satélite foi baseado na plataforma LS-1300 e sua expectativa de vida útil era de 15 anos.

## História
O satélite foi originalmente encomendado pela empresa MCI como Sky 1B (ou MCI 2).
Em abril de 2001, ocorreu uma anomalia no propulsor que fez um par de transponders se tornar inutilizável. Alguns problemas nos painéis solares têm sido relatados, mas eles não afetavam as operações naquela época. A degradação do painel solar continua. Em meados de 2010, o satélite foi transformado em um backup em órbita.
O EchoStar VI foi alugada para as Bermudas para garantir uma posição orbital para o país e é operado como Bermudasat 1.

## Lançamento
O satélite foi lançado com sucesso ao espaço no dia  14 de julho de 2000 às 05:21 UTC, por meio de um veiculo Atlas-2AS lançado a partir da Estação da Força Aérea de Cabo Canaveral, na Flórida, EUA. Ele tinha uma massa de lançamento de 3478 kg.

## Capacidade e cobertura
O Bermudasat 1 é equipado com 32 transponders em banda Ku para fornecer comunicações de áudio e vídeo com cobertura que abrange o território continental dos Estados Unidos, Havaí, Alasca e Porto Rico. Operando na posição orbital de 96,2 graus oeste sob licença ITU pertencente à Bermudas.